# Jardim Guanabara
Jardim Guanabara és un barri de classe mitjana alta localitzat en l'Illa del Governador, Zona Nord del municipi de Rio de Janeiro.
El barri té unes de les vistes més privilegiades de Rio, sent possible visualitzar Niterói, Pão de Açúcar, Corcovado, Pedra da Gávea, Església de Nossa Senhora da Penha, Pont Rio-Niterói i d'altres. El punt principal del barri és la Praia da Bica, que fa 10 anys passa per un procés de descontaminació, i avui ja hi ha àrees pol·lucionades i altres amb bones condicions de bany. És possible trobar persones banyant-se en les aigües, pescant i practicant esports en les seves sorres.
Té una població de 29.509 habitants (Institut Brasiler de Geografia i Estadística, cens any 2010).
El barri té el millor IDH de la Zona Nord, a més del 3r millor de Rio, darrere només dels barris Gávea i Leblon. i el 2n millor Índex de Desenvolupament Social de la Zona Nord, a més del 14è del municipi. El barri destaca per ser el més noble de l'Illa del Governador i un dels més rics de la ciutat.

## Història
Jardim Guanabara va ser projectat per l'enginyer politècnic Jorge de Macedo Vieira. La influència del dibuix de Jardim Guanabara és el model de barri-jardí, concepte idealitzat pel britànic Richard Barry Parker, que va projectar la primera ciutat jardí de la història: Letchworth, al nord de Londres. Macedo Vieira i Barry Parker van treballar junts al Brasil entre 1917 i 1919, en la Cia.City.

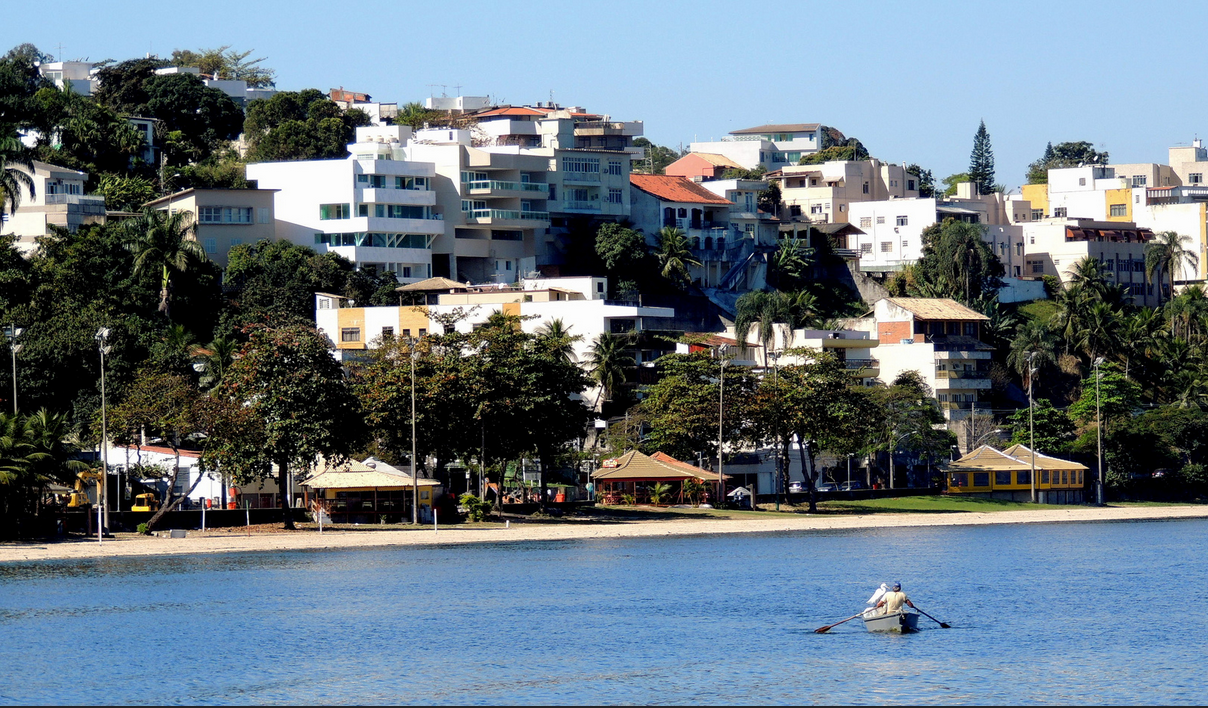
Praia da Bica.

El barri va sorgir quan va ser urbanitzat el terreny de la extinta Fàbrica de Productes Cerâmicos Santa Cruz.
La Praia da Bica (nom derivat d'una font colonial instal·lada en una petita elevació) és un dels punts més moguts de la vida nocturna del barri. La Capella Imperial Nossa Senyora da Conceição és el punt històric del barri, i data del segle xviii, sent anomenada "igrejinha", a causa de seu petita grandària. En l'un altre extrem del balneari està situada l'Església de la Comunitat Evangélica Sara Nossa Terra, la principal del barri, a més de l'Església Apostólica Unidade em Cristo.
Jardim Guanabara és pràcticament residencial, posseint apartaments amplis i grans cases. En el barri estan localitzats el tradicional Esport Club Jardí Guanabara i el Iate Club Jardim Guanabara (ICJG), el principal club de l'Illa del Governador i un dels clubs més tradicionals de Rio. Hi ha també la Casa de Cultura Elbe d'Holanda.
Destaca també el Parque Municipal Marcello de Ipanema (creat el 1995), ocupant l'àrea verda en la riba contínua a la Punta de Santa Cruz, entre les platges de Bica i de l'Engenho Velho.

## Geografia
El barri del Jardim Guanabara limita amb els següents barris:
- Portuguesa
- Cacuia
- Galeão
- Jardim Carioca.

### Praia da Bica
La Praia da Bica és la principal, més famosa i tercera platja més gran de l'Illa del Governador. Té aproximadament 2 quilòmetres d'extensió, no obstant això les seves aigües són relativament aptes pel bany la major part de l'any.